# Ali Murad Khan
Ali Murad Khan Zand (... – 11 febbraio 1785) fu il sesto Scià della Dinastia Zand di Persia, al potere dal 15 marzo 1781 all'11 febbraio 1785.
Dopo la morte di Karim Khan Zand, Agha Muhammad Khan che era in ostaggio, nel tentativo di prevenire una guerra tra le tribù dei Qajar, provenienti dalla Persia settentrionale, e la Dinastia Zand, evase subito raggiungendo il Mazandaran. Susseguentemente prese il comando della sua tribù ad Astrabad, dichiarando l'indipendenza dallo Scià di Persia. Così, Zaki Khan inviò l'esercito persiano, sotto il comando di suo nipote, Ali Murad Khan contro il signore dei Qajar.
Ali Murad Khan fu incaricato di distruggere le tribù Qajar nel nord del paese, ma tradì Abol Fath Khan, appena salito al trono, lasciando la capitale senza difese, dando l'opportunità a Sadiq Khan Zand di conquistare il potere. Ali Murad conquistò quindi Esfahan. Impose altissime tasse alla popolazione, torturando e giustiziando chiunque si rifiutasse di pagare. Il 4 marzo 1781, conquistò Shiraz, mettendo in fuga Sadiq Khan Zand, e prendendo il potere. Governò fino all'11 febbraio 1785, quando venne rovesciato e sconfitto da Jafar, figlio di Sadiq Khan Zand.